# Salvador Apodaca y Loreto
Salvador Apodaca y Loreto (Guadalajara, Jalisco, 25 de diciembre de 1769 - Monterrey, Nuevo León, 15 de junio de 1844) fue un sacerdote católico mexicano, obispo de la diócesis de Linares (Nuevo León).

## Semblanza biográfica
Realizó sus estudios en su ciudad natal y se ordenó sacerdote en Durango en 1794. Fue destinado ejercer su ministerio durante dos años en Mazapil en el actual estado de Zacatecas. Regresó a su ciudad natal, fue nombrado maestro de ceremonias del cabildo, puesto que ejerció durante cuatro años. Obtuvo un doctorado en teología. Durante 38 años fue cura en las localidades de Zapotitlán, Tuxcacuesco, Mascota y Sayula.
En 1838, fue nombrado canónigo de la Catedral de Guadalajara. El 29 de enero de 1842, fue nombrado obispo de la diócesis de Linares, fue consagrado en la ciudad de Guadalajara el 24 de septiembre de 1843. Llegó a la ciudad de Monterrey en enero de 1844, durante su breve gestión, mejoró los servicios del hospital y estableció dos becas en el seminario. Murió el 15 de junio de 1844.